# 튀르키예 노동당
튀르키예 노동당(튀르키예어: Türkiye İşçi Partisi)은 튀르키예의 좌익 정당이다. 2017년 터키 공산당과 함께 튀르키예 인민공산당의 후신 중 하나로 설립되었으며, 튀르키예 대국민회의에 4석의 의석을 가지고 있다.